# 塔兰特 (德国)
塔兰特（德語：Tharandt，發音：[ˈtaʁant] ⓘ）是德国萨克森州萨克森施韦茨-东厄尔士山县的城市，面积71.22平方千米，2023年12月31日人口为5,467人。